# Список зачісок
Список видів зачісок різних типів і технік виконання. В список включені як сучасні актуальні зачіски, так і традиційні, історичні та специфічні жіночі та чоловічі зачіски.

### Сучасні жіночі зачіски
| Назва зачіски  | Фото | Опис |
| -------------- | ---- | --- |
| Гарсон         |      | Коротка жіноча зачіска з чіткими короткими пасмами, що нагадують чоловічі зачіски, з'явилася в першій половині 20-х років XX століття. |
| Піксі          |      | Жіноча зачіска з короткими підстриженими і бічними пасмами та довшим волоссям на маківці. Свою популярність ця зачіска отримала в 50-х роках завдяки Одрі Гепберн, що з'явилася з цією зачіскою в фільмі «Римські канікули».                                                 |
| Міксі          |      | Жіноча зачіска з коротко підстриженими пасмами по боках голови, та довшим волоссям на маківці. Ззаду голови волосся має більшу довжину і об'ємно стирчить в задньому напрямку. Зачіску міксі називають поєднанням зачісок піксі і малету.                                    |
| Біксі          |      | Жіноча зачіска з коротко підстриженими пасмами по боках голови, та довшим волоссям в потиличній зоні. Волосся на потиличній зоні формує гладку об'ємно заокруглену форму. Зачіску біксі називають поєднанням зачісок Боб (каре) і піксі.                                     |
| Гаврош         |      | Це зачіска, при якій коротке волосся на маківці має деяку неохайність, загострені трикутні пасма на скронях. Довжина пасм на потилиці може дуже різною від ультра коротких до класичного довгого волосся.                                                                    |
| Шапочка        |      | Зачіска вирізняється коротко підстриженим волоссям в нижній частині голови, та поступовим збільшенням довжини прядок до маківки. Довжина волосся ідентична по окружності голови. Довжина прядок на потилиці найменша. Іноді назвою "шапочка" також називають зачіску сессон. |
| Сессон         |      | Зачіска, яка полягає в підстриганні волосся рівною плавною лінію по окружності голови по рівню вух. Чуб підстригається плавною заокругленою формою. |
| Каре           |      | Зачіска середньої довжини зачіска з прямим чубчиком. Волосся підстрижене по одній лінії нижче вуха. Характеризується чітко окресленою лінією волосся. При виконанні стрижки «каре» застосовується метод градуювання, спрямований всередину.                                  |
| Паж            |      | Жіноча зачіска, що нагадує зачіску середньовічних пажів. Волосся спускається до вуха і спускається нижче формуючи точну лінію з заокругленням ззаду. |
| Шеггі          |      | Зачіска у вигляді волосся, що в'ється приблизно до плечей. Пасма завиті в довільних напрямках, що додає зачісці деякої хаотичності і стилістичної "неохайності". |
| Асиметрія      |      | Зачіска, при якій волосся стрижеться таким чином, що волосся не має симетрії при порівнянні зачіски зліва та справа, один з боків стрижений значно коротше. |
| Лоб            |      | Зачіска, при якій волосся стрижене трішки нижче плечей, рівно або під кутом. |
| Драбинка       |      | Зачіска на довге і середнє волосся, драбинка волосся стрижеться починаючи від кінчиків пасмами різної довжини. Стрижені пасма формують вдавану драбинку, особливо якщо пасма вдало викладені спереду.                                                                        |
| Каскад         |      | Зачіска, що полягає в підстриганні волосся пасмами різної довжини по всій довжині волосся, які чітко розмежовуються і формують кілька стилістичних "хвиль", що немовби скочуються по волоссю.                                                                                |
| Пучок          |      | Вид зачіски, коли волосся збирають нагорі та закріплюють за допомогою гумки або скручують, формуючи вузол, закріплений шпильками. |
| Коса           |      | Зачіска, при якій кілька пасом волосся на голові сплітаються разом. При найрозповсюдженішій варіації коси волосся поділяють на три однакові пасма. |
| Коса вінок     |      | Зачіска у вигляді коси, що закріплена навколо маківки. Традиційна українська зачіска, елемент української культури. |
| Кінський хвіст |      | Вид зачіски у вигляді волосся, що зібране в один пучок, який залишається прямим. |

### Традиційні, історичні та специфічні жіночі зачіски
| Назва зачіски | Фото | Опис |
| ------------- | ---- | --- |
| Джереґеля     |      | Назва жіночої зачіски в Україні у вигляді дрібних косичок, сплетених в один сніп.                                                                                          |
| Шімада        |      | Японська жіноча зачіска, різновид пучка. На сьогодні шімаду носять майже виключно ґейші та таю (різновид юдзе), але у період Едо її носили дівчинки 15—20 років, до шлюбу. |
| Бабетта       |      | Зачіска, при якій довге волосся укладається у валик ззаду і частково на маківці.                                                                                           |

### Сучасні чоловічі зачіски
| Вид зброї      | Зображення | Примітки |
| -------------- | ---------- | --- |
| Майданчик      |            | Чоловіча коротка зачіска, один з варіантів стрижки їжачком. |
| Зачіска Цезар  |            | коротка чоловіча зачіска з чубчиком уперед. Її головна відмінність від інших зачісок у тому, що для неї волосся на маківці, ззаду та з боків підстригають під одну довжину. Ця особливість дозволяє виглядати акуратно, навіть якщо в особи неслухняне волосся. |
| Андеркат       |            | це вид чоловічої зачіски, яка створює різкий контраст, волосся боків та потилиці відокремлюється від волосся зверху. Волосся з боків і на потилиці в андеркат стрижуть за допомогою машинки та з дуже маленькою.                                                |
| Бокс (зачіска) |            | Бокс відноситься до ультракоротких стрижок, але з пасмами різної довжини: потилиця і область скронь завжди стрижуть коротше. |
| Напівбокс      |            | Коротка чоловіча зачіска. Особливість зачіски полягає в плавному, майже непомітному переході від короткого волосся біля скронь і потилиці до довшого. |

### Традиційні, історичні та специфічні чоловічі зачіски
| Назва зачіски    | Зображення | Примітки |
| ---------------- | ---------- | --- |
| Айдар            |            | Це старовинна чоловіча зачіска у вигляді довгого пасма волосся на голеній голові у казахів і в ряді інших тюркських народів, чуб волосся на голові чоловіка. |
| Ірокез           |            | Зачіска, популярна в культурі панків. Запозичена з культури індіанців і названа на честь однієї з племінних груп.                                            |
| Кочівницька коса |            | Традиційна чоловіча зачіска кочових народів Азійського степу. Мала вигляд коси або чуба, що носився на потилиці, маківці або скронях оголеної голови.        |
| Кучма            |            | Висока копиця (про волосся); скуйовджене волосся. Синоніми: патли, чуприна, чупринка, пелехи, кудли, кустра.                                                 |
| Пасмо юності     |            | Сплетене пасмо волосся, що звисає збоку поголеної голови молодого фараона, був поширений в стародавньому Єгипті.                                             |
| Пейси            |            | Довгі пасма волосся на скронях, традиційний елемент зачіски ортодоксальних і ультраортодоксальних євреїв.                                                    |
| Чуб (зачіска)    |            | Чоловіча зачіска у вигляді довгого пасма волосся на голеній голові. Одні з найперших згадок про чуб є у візантійських описах князя Святослава Ігоровича.     |

### Універсальні зачіски
| Назва зачіски | Зображення | Примітки |
| ------------- | ---------- | --- |
| Афро          |            | Пишна, об'ємна зачіска, модна в 1970-ті роки у представників афроамериканців. Зачіска створюється при розчісуванні волосся, що дозволяє волоссю збільшувати обсяг, утворюючи округлу форму, подібно німбу, хмари або м'ячу.                                          |
| Маллет        |            | Тип зачіски, в якому волосся підстрижене коротко спереду і з боків, а ззаду воно довге. Американці кажуть про маллет: «Ділова спереду, для вечірки ззаду» (англ. It's all business in the front, and all party in the back). Маллет носять як чоловіки, так і жінки. |

## Розумна стрижка
Новий тренд - розумна зачіска покликаний значно полегшити життя жінці чи дівчині. Завдяки такій зачісці жінки можна забути про щоденні проблеми з укладанням і будуть задоволені своїм виглядом.
Розумна стрижка - це, насамперед, індивідуальний підхід, спосіб створити правильну форму на будь-якій довжині волосся, для будь-якого типу обличчя. Певних інструкцій чи вказівок, як її створити не має. Перукар самостійно повинен, оцінивши стан та довжину волосся, форму обличчя, вирішити, що робити з волоссям. 
Але це ще не все, перукар повинен орієнтуватися не лише на індивідуальні особливості волосся, але і на ряд інших чинників. Наприклад, як жінка звикла тримати голову, на який бік носить проділ. І ще, звичайно ж, який у жінки стиль - класичний, чи можна запропонувати щось зухваліше. 
Перукар повинен знайти правильну пропорцію між довжиною нижніх і верхніх пасм зачіски, щоб волосся залишалося слухняним, не вимагало постійного застосування фіксувальних засобів і не здавалося занадто тонким.